# 李天寶
李天寶（越南语：／；499年—555年），自称桃郎王（越南语：／），是6世紀中期越南北部地區起義軍領袖，萬春國政權的皇帝（548年－555年）。「李天寶」一名，見於越南的《大越史記全書》，中國史料《梁書》並無記載。
546年，李賁被陳霸先擊敗，逃往屈獠。548年李賁逝世後，李賁的兄長李天寶逃到九真郡地區繼續領導抗梁，與李佛子率三萬人逃往九真，遭到陳霸先的追擊，投奔哀牢。在一個「地廣衍沃可居」的地方建立桃郎城寨，自稱桃郎王，定都桃郎，改國號為野能。
550年起梁朝政局混亂，陳霸先率軍北上，後來開創陳朝；交州及鄰近地區空虛，龍編於是又被前李朝控制。
555年，李天寶病逝，由部將李佛子繼領其眾。